# Aliaksandr Tryputs
Aliaksandr Tryputs (21 de mayo de 1982) es un deportista bielorruso que compite en atletismo adaptado. Ganó cuatro medallas en los Juegos Paralímpicos de Verano entre los años 2000 y 2016.

## Palmarés internacional
| Juegos Paralímpicos | Juegos Paralímpicos     | Juegos Paralímpicos | Juegos Paralímpicos |
| Año                 | Lugar                   | Medalla             | Prueba              |
| ------------------- | ----------------------- | ------------------- | ------------------- |
| 2000                | Sídney (Australia)      | Medalla de plata    | Jabalina F12        |
| 2004                | Atenas (Grecia)         | Medalla de oro      | Jabalina F12        |
| 2004                | Atenas (Grecia)         | Medalla de plata    | Pentatlón P13       |
| 2016                | Río de Janeiro (Brasil) | Medalla de bronce   | Jabalina F54        |